# A-2101
La A-2101 es una carretera andaluza en la provincia de Cádiz.
La carretera sirve de acceso a San Martín del Tesorillo desde el oeste.
La A-2101 se inicia en la A-405 en un enlace a unos 6 km al norte de Castellar de la Frontera y continúa hacia al este paralela al río Hozgarganta, afluente del río Guadiaro, hasta llegar a Tesorillo. En su recorrido tiene una salida hacia el cortijo de Montenegral Alto.
- Datos: Q5653217